# The Ultimate Collection (Ace of Base)
The Ultimate Collection è una raccolta del 2005 degli  Ace of Base.
Si tratta di un cofanetto composto da tre dischi: il primo raccoglie i brani dal 1993 al 1998, il secondo comprende i brani dal 
1998 al 2002, il terzo include i remix dei principali brani del gruppo.

## Disco 1
1. All That She Wants
2. Wheel of Fortune
3. Happy Nation
4. The Sign
5. Waiting for Magic
6. Don't Turn Around
7. Living in Danger
8. Lucky Love
9. Beautiful Life
10. Never Gonna Say I'm Sorry
11. My Déjà Vu
12. Perfect World
13. Life is a Flower
14. Cruel Summer

## Disco 2
1. Donnie
2. Travel to Romantis
3. Always Have, Always Will
4. Everytime It Rains
5. Cecilia
6. Tokyo Girl
7. C'est la Vie
8. Hallo Hallo
9. Love in December
10. Beautiful Morning
11. Unspeakable
12. The Juvenile
13. Da Capo
14. What's the Name of the Game

## Disco 3
1. Wheel of Fortune [Original Club Mix][*]
2. My Mind [Mindless Mix][*]
3. All That She Wants [Banghra Version][*]
4. Happy Nation [Remix][*]
5. The Sign [Dub Version][*]
6. Don't Turn Around [Stretch Version][*]
7. Lucky Love [Armand's 'British Nites' Remix][*]
8. Cruel Summer [Big Bonus Mix][*]
9. Megamix: Wheel of Fortune/All That She Wants/Don't Turn Around/The Sign